# Lisa Arturo
Lisa Arturo (* vor 1994) ist eine US-amerikanische Schauspielerin.

## Leben
Arturo hatte Rollen in Fernsehserien wie beispielsweise Walker, Texas Ranger, Charmed oder Nip/Tuck. Im Action-Drama Running Red – Schatten der Vergangenheit (1999) agierte sie in der Rolle der Fawn. In American Pie 2 (2001) mimte sie die Rolle der Amber. Im Drama-Thriller Stripped Down (2006) verkörperte sie die Rolle der Cara. Im Jahr darauf spielte sie im Krimi-Drama Machine die Rolle der Thea.

## Filmografie (Auswahl)
- 1994: Bullets Over Broadway
- 1998: Border to Border
- 1999: Running Red – Schatten der Vergangenheit (Running Red)
- 1999: Annie – Weihnachten einer Waise (Annie)
- 2000: Walker, Texas Ranger (Fernsehserie, eine Episode)
- 2001: American Pie 2
- 2004: Back by Midnight
- 2004: The Last Run
- 2005: Charmed – Zauberhafte Hexen (Charmed, Fernsehserie, eine Episode)
- 2006: Stripped Down
- 2007: Machine
- 2007: Nip/Tuck – Schönheit hat ihren Preis (Nip/Tuck, Fernsehserie, eine Episode)
- 2007: The Closer (Fernsehserie, 3x06)
- 2008: The Mentalist (Fernsehserie, Episode 1x15)
- 2008: Garden Party
- 2010: Criminal Minds (Fernsehserie, eine Episode)
- 2011: 90210 (Fernsehserie, eine Episode)
- 2012: Incredible Crew (Fernsehserie, eine Episode)
- 2015: Inbetween (Fernsehserie, 2 Episoden)
- 2015: Inbetween (Fernsehfilm)
- 2015: Instant Mom (Fernsehserie, eine Episode)
- 2015: Babysitter’s Black Book
- 2016: Bones (Fernsehserie, eine Episode)
- 2018–2019: Ballers (Fernsehserie, drei Episoden)
- 2020: Difficult Conversations (Fernsehserie, eine Episode)
- 2020: The Virtual End (Fernsehserie, sieben Episoden)
- 2021: The Rookie (Fernsehserie, eine Episode)